# Ramphonotus gorbunovi
Ramphonotus gorbunovi är en mossdjursart som beskrevs av Arnold Girard Kluge 1946. Ramphonotus gorbunovi ingår i släktet Ramphonotus och familjen Calloporidae. Inga underarter finns listade i Catalogue of Life.